# Rhynchosia insignis
Rhynchosia insignis är en ärtväxtart som först beskrevs av Karl August Otto Hoffmann, och fick sitt nu gällande namn av Robert Elias Fries. Rhynchosia insignis ingår i släktet Rhynchosia och familjen ärtväxter. Inga underarter finns listade i Catalogue of Life.